# Делагарди, Мария София
Мария София Делагарди (швед. Maria Sofia De la Gardie; 1627—1694) — шведская предпринимательница, графиня, обер-гофмейстерина.

## Биография
Родилась в 1627 году в Ревеле (ныне Таллин) в семье Якоба Делагарди и его жены Эббы Браге; была сестрой Магнуса Делагарди и невесткой Марии Пфальц-Цвейбрюкен-Клеебургской.
12 февраля 1643 года в Стокгольме она вышла замуж за Густава Оксеншерна, который был племянником Акселя Оксеншерна. После смерти Густава в 1648 году Мария Делагарди стала единственным человеком, отвечающим за судьбу двух своих дочерей. С 1652 года она также несла ответственность за имущество, которое унаследовала от своего отца, став таким образом одним из крупнейших помещиков в Швеции. После смерти мужа Делагарди получила от королевы Кристины некоторые привилегии, в частности пенсионное обеспечение, что положительно сказалось на её финансах. В 1651 году она была назначена старшей фрейлиной, сначала с титулом гофмейстерины, позже став обер-гофмейстериной. Она часто принимала королеву в своей резиденции Tyresö Palace, где любил охотиться монарх.
Мария София Делагарди была красавицей и талантливой личностью, свободно говорила по-немецки и по-французски. В 1649 году появились сообщения о её возможном браке с наследником престола — будущим королём Швеции Карлом X. Этим планам не было суждено сбыться, но при дворе о предполагаемом браке говорили до 1652 года. После отречения королевы Кристины в 1654 году Мария София тоже покинула королевский двор, чтобы посвятить жизнь своим новым интересам, благодаря которым она стала известной в шведской истории.
Продолжая жить во дворце Tyresö Palace, она управляла своими многими владениями. По предложению своих братьев, Делагарди совершила ознакомительную поездку в Нидерланды, чтобы изучить индустриальную жизнь. Она интересовалась также скотоводством и садоводством; она наладила перчаточное производство и изготовление латуни. Её самым успешным предприятием стала текстильная промышленность — она производила одежду и ткани, предназначенные для армии. В 1650-х годах Мария София Делагарди занималась банковской деятельностью и конкурировала со Stockholm Banco. В провинции Сконе, после того, как она отошла в 1658 году к Швеции, Делагарди приобрела несколько поместий, купила замок Krapperups slott, добывала уголь, строила корабли, экспортировала древесину и зерно, основала бумажные фабрики и изготовляла льняное масло.
Но во время Большой редукции, проведённой королём Карлом XI, 1680-х годах большая часть её имущества, а также имущества её братьев была конфискована короной, что глубоко потрясло Делагарди и она отошла от дел.
Умерла 22 августа 1694 года в Стокгольме.